# De institutione musica
Il De institutione musica (500-507 ca.) di Severino Boezio è un'opera importante per diversi campi di studio che vanno dalla musica alla filosofia medievale fino alla letteratura scientifico-musicale medievale e rinascimentale; gli scritti di Boezio ebbero ampia diffusione durante il Medioevo.
Questo trattato influenzò il processo di evoluzione della dottrina cristiana e la concezione della musica per quasi otto secoli, diventando la prima base su cui fondare e confutare nuove teorie e successivamente porle in discussione. Uno dei meriti di Boezio è quello di impostare il suo lavoro sulla cultura classica e di fornire un'idea ed una testimonianza importante di opere altrimenti a noi sconosciute; questa scelta proviene dall'esigenza dell'autore di recuperare quella che era considerata la vera cultura in un momento di crisi della cultura latina.

## Struttura e temi dell'opera
L'opera è divisa in 5 libri (l'ultimo incompleto) ed espone le teorie classiche di Pitagora, della scuola platonica e post-platonica, di Aristosseno e di Tolomeo discutendo della loro validità e creando una specie di pensiero ibrido capace di contenere ed unificare le difformi tradizioni, dai pitagorici agli armonisti. Forte è inoltre l'eredità dell'opera di Censorino De die natali alla quale Agostino con il De musica e successivamente Boezio con il De Institutione si rifaranno per giustificare la loro concezione di musica come scienza razionale.

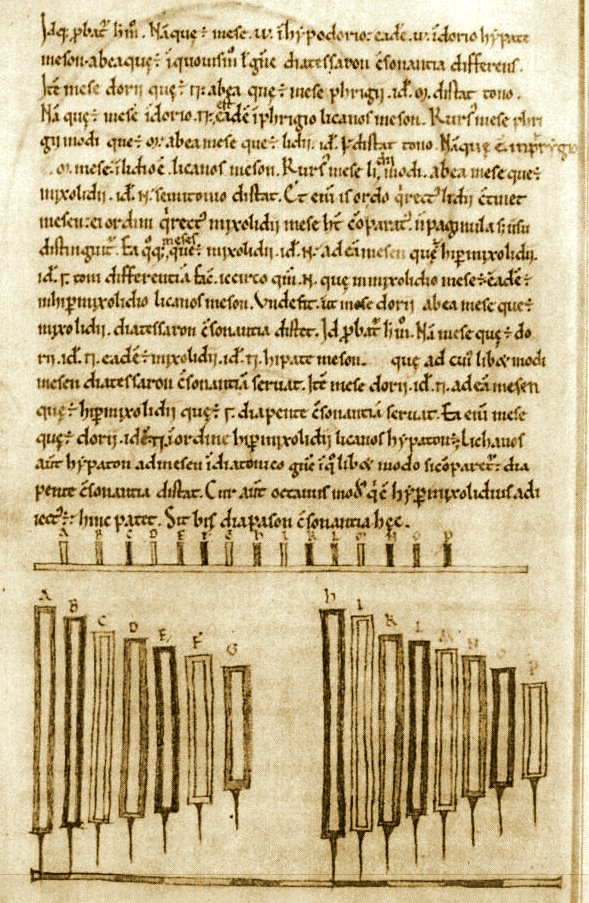
Scale rappresentate graficamente in un manoscritto medievale conservato a Cambridge

Le fonti principali del De Institutione Musica sono: l'Opus maius, il Manuale di Armonica (Ἐγχειρίδιον ἁρμονικῆς) di Nicomaco di Gerasa e gli Ἁρμονικά (Armonici) di Tolomeo. Il trattato di Nicomaco è la fonte dei primi tre libri del De Institutione, il quarto libro ha come punti di riferimento diversi trattati (oltre alle già citate opere anche la Sectio canonis di Euclide, e un trattato perduto di Albino sulla musica) ed infine il quinto libro (incompleto) si fonda sul primo libro degli Ἁρμονικά di Tolomeo.

## L'ethos
Il punto di partenza di Boezio è la dottrina dell'ethos ideata da Pitagora e sviluppata dai platonici, dalla scuola peripatetica e dai filosofi di età posteriore. Lo scopo di questa dottrina era quello di evidenziare la capacità della musica di influenzare lo stato d'animo dell'uomo.
Partendo da questo presupposto e dallo sviluppo di questo concetto, Boezio prende in esame il Quadrivium (Aritmetica, Geometria, Astronomia e Musica) ideato da Marziano Capella nel suo De nuptiis Philologiae et Mercurii e alla musica dà enorme valore poiché unica disciplina riguardante non solo la ratio ma anche il sensus. Questo duplice aspetto è alla base di quelle che saranno le deduzioni boeziane: solo la ragione può comprendere il reale significato della musica, la percezione sensibile è un semplice tramite; di conseguenza viene fuori la categorica distinzione tra musico ed esecutore, il primo capace di comprendere appieno e profondamente la musica mentre il secondo semplice interprete privo di potere speculativo.

## Le specie della musica
Strettamente collegata e altrettanto fondamentale è la divisione della musica in tre specie: mundana, humana e instrumentalis.
- La musica mundana si rifà al concetto classico di musica delle sfere, di origine pitagorica, e si fonda perciò sul concetto dell'armonia più che del suono. Questo primo genere è il più importante dei tre, in quanto rappresenta il campo d'indagine dell'armonia cosmica perfetta, che vige tra le sfere celesti ed influisce sui pianeti. Il fatto di non poter essere udita dall'uomo denota ulteriormente la sua perfezione.[10]

- La musica humana introduce una concezione inedita della musica e viene descritta da Boezio come udibile da «chiunque discenda in sé stesso». Essa rappresenta il riflesso che la musica del macrocosmo ha sull'essere umano (microcosmo), come già affermava Platone nel Timeo e nella Repubblica: consiste quindi nella traduzione di quella musica suprema e inudibile in forme percepibili dall'uomo, grazie all'unione armoniosa dell'anima con il corpo raggiungibile solo tramite un atto di introspezione. All'interno del De institutione Boezio non dà molto spazio a questo genere. Pur ripromettendosi di chiarirne il concetto in un altro capitolo, non vi sono tracce di ulteriori argomentazioni.[10]

- L'ultimo genere, la musica instrumentalis, è il più basso, perché completamente slegato dalla vibrazione cosmica, e rappresenta la musica eseguita dagli strumentisti. All'interno del trattato in questione Boezio si concentra sulla regolarizzazione di tale pratica e sposta la sua indagine sul sistema acustico poiché riteneva necessario capire come la musica effettivamente prodotta colpisca i nostri sensi prima ancora che la nostra ragione e la nostra capacità di comprensione. Questa necessità dimostra ulteriormente la tendenza di Boezio a non declassare del tutto la dimensione del sensus dell'uomo. Il primato della ragione sui sensi e l'importanza di conoscere la musica in modo profondo sono concetti ribaditi più volte in questo primo libro.

Il secondo e il terzo libro si concentrano sull'aspetto scientifico-matematico della musica, richiamando come archetipo filosofico quello di Pitagora, ma risentendo comunque dell'influenza nicomachea. Partendo dal concetto pitagorico di "essenza" intesa come qualcosa di "immutabile" finché non a contatto con la realtà materica, Boezio mira a dimostrare i fondamenti matematici della musica come scienza. Per quanto riguarda invece i concetti di consonanza e classificazione degli intervalli, riveste sostanziale importanza il capitolo otto del Manuale di armonica di Nicomaco, dal quale Boezio prenderà il metodo pitagorico e, basandosi specialmente sull'esame delle proporzioni, le basi per la definizione quantitativa del semitono smentendo le teorie di Aristosseno.
Si sofferma dunque su ragionamenti di natura aritmetica e, in contrasto con le teorie di Aristosseno, dimostra l'infondatezza della divisione precisa del tono in due semitoni dimidietates tonorum. La moderna fisica acustica ha ripetutamente cercato di proporre ipotesi dottrinali col fine di confutare quelle esposte in questi due libri, il cui fine ultimo era in effetti quello di dimostrare come la ragione fosse la strada preferenziale per sviluppare una corretta coscienza musicale scientificamente intesa. Tuttavia le reali proprietà di ogni materia continua ordinata alla produzione del suono smentiscono palesemente qualsiasi tentativo a tal riguardo delle moderne scienze particolari. 
Nel quarto libro Boezio si concentra fondamentalmente su due aspetti: la notazione alfabetica greca (rifacendosi alle Tavole di Alipio  e alla Introduzione all'armonica di Gaudenzio) e la classificazione dei modi. Il primo argomento viene trattato senza approfondimenti particolari, mentre la questione dei modi e delle complesse numeriche relative alla divisione del monocordo in tre generi sono ampiamente argomentate e dimostrate.
Il quinto libro non ci è giunto per intero (solo diciannove dei trenta capitoli previsti) e si basa in gran parte sugli Armonici di Tolomeo. Gli argomenti toccati in questo ultimo libro riguardano perlopiù la fisica acustica, ma le premesse espresse dal filosofo romano aprono le porte a diverse riflessioni e commenti. Come già fatto in precedenza all'interno del trattato, "attacca" le posizioni di Aristosseno, che metteva quasi sullo stesso piano il senso e l'intelletto, in favore di quelle della scuola pitagorica, discutendo sul ruolo di sensus e ratio nella determinazione dell'altezza precisa di un suono (facultas) e affermando per l'ennesima volta l'impossibilità di porre sullo stesso piano il senso e la ragione tutto a favore della seconda capacità. Da quanto detto è intuibile l'importanza che ebbe questo trattato in epoche successive, specialmente durante la rinascita carolingia, come base speculativa. Inoltre, fu successivamente di fondamentale importanza anche per la creazione dei modi gregoriani e di conseguenza per la sistematizzazione della pratica vocale e dell'organizzazione dei canti dal IX secolo in poi.